# 1949年のメジャーリーグベースボール
以下は、メジャーリーグベースボール（MLB）における1949年のできごとを記す。
1949年4月18日に開幕し10月6日に全日程を終え、ナショナルリーグはブルックリン・ドジャースが2年ぶり8度目のリーグ優勝を、アメリカンリーグはニューヨーク・ヤンキースが2年ぶり16度目のリーグ優勝を飾った。
ワールドシリーズはニューヨーク・ヤンキースがブルックリン・ドジャースを4勝1敗で破り、2年ぶり12度目のシリーズ制覇であった。そしてヤンキースはこの年から5年連続でリーグ優勝とシリーズ制覇を果たした。
1948年のメジャーリーグベースボール - 1949年のメジャーリーグベースボール - 1950年のメジャーリーグベースボール

## できごと
前年ケーシー・ステンゲルが監督に就任したヤンキースは主砲ジョー・ディマジオが踵を痛めて序盤戦を欠場するなどして大幅に戦力がダウンして苦しいシーズンであった。何とか首位を走っていたが夏場にレッドソックスに猛追されて首位の座を明け渡し、残り2試合で1ゲーム差の2位で首位レッドソクッスを地元ヤンキースタジアムに迎えての2連戦で連勝して逆転優勝で2年ぶりのリーグ優勝であった。
一方ナショナルリーグも、大接戦で同じ最終日に前年レオ・ドローチャーから交代したバート・ショットン監督のブルックリン・ドジャースが優勝し、入団3年目のジャッキー・ロビンソンが打率.342で初の首位打者を獲得しリーグMVPに輝いた。この年デビューしたドン・ニューカムがいきなり17勝してリーグ新人王となり、強肩強打のキャンパネラ捕手がレギュラーの座を確保して、カージナルスを振り切ってのリーグ優勝であった。ブランチ・リッキーの黒人選手の抜擢によるチーム強化策でロビンソン登場以降チームは躍進し、この1949年にドジャースは投手ではドン・ニューカムやプリーチャー・ロー、捕手はロイ・キャンパネラ、内野は、ギル・ホッジス一塁手、ジャッキー・ロビンソン二塁手、ピー・ウィー・リース遊撃手、外野はデューク・スナイダー、カール・フリロらが中心となり、この当時のヤンキースよりも粒揃いの選手が集まった。この年はホッジス、ロビンソン、フリロも3人が100打点以上をマークし、投手陣はニューカム(17勝）、ロー(15勝）の他に10勝以上が3人いた。
そしてともに劇的なペナントレースを戦い抜き、ニューヨークは街全体が興奮状態でワールドシリーズに入った。結果は白熱した僅差の試合が多かったが4勝1敗でヤンキースが勝った。
- レッドソックスのテッド・ウイリアムズはこの年アメリカンリーグMVPに選ばれた。しかし打率.343・打点159・本塁打43本で最終戦の前で三部門ともトップで三冠王確実とも言われたが、最終戦でタイガースのジョージ・ケルにわずか1毛の差で追い抜かれ、惜しくも3回目の三冠王を逃した。最終結果はウイリアムズは566打数194安打で打率.34275、ケルは522打数179安打7で打率.34291であった。テッド・ウイリアムズはこれで本塁打王と打点王を各4回獲得したが、以後本塁打王と打点王は獲得していない。また1954年には打率で上回りながら首位打者になれなかった不運も経験する。ジョージ・ケルはタイトルはこの年の首位打者だけであったが通算打率.306を残している。
- パイレーツのラルフ・カイナーはこの年も本塁打54本・打点127で本塁打王と打点王をとり、シーズン本塁打50本の大台に2度記録したのはルース以来2人目であった。また満塁本塁打を4本打って1シーズンの最多満塁本塁打のタイ記録でもあった。
- ブレーブスのウォーレン・スパーン投手は、前年ブレーブスが優勝しながらスパーン自身は勝ち星が伸びなかったが、この年は最多勝(21勝）と最多奪三振151を記録し、押しも押されもせぬブレーブスのエースとなった。翌1950年も最多勝を獲得し、最多奪三振はこの1949年から4年連続獲得している。スパーンが兵役に就く前の1942年にメジャーデビューした時のボストン・ブレーブス監督はケーシー・ステンゲルであった。これより8年後にステンゲル監督のヤンキースとミルウオーキーに移転したブレーブスはワールドシリーズで激突する。

### ヤンキース不滅の5連覇
ニューヨーク・ヤンキースはこの1949年から1953年まで連続でリーグ優勝及びワールドシリーズ制覇を果たし5連覇となった。ヤンキースは1936年から1939年まで4連覇したが、それを上回る歴代最高の連続優勝の記録となった。なおヤンキースはこの後に1960年から1964年まで5年連続リーグ優勝したがワールドシリーズではわずか2度の制覇に終わっている。
またこの年は16度目のリーグ優勝だったが、この1949年時点で他の球団の優勝回数はシカゴ・カブスが16回、ニューヨーク・ジャイアンツが15回、ボストン・ブレーブスが10回、セントルイス・カージナルスとフィラデルフィア・アスレチックスが9回、ブルックリン・ドジャースが8回、ボストン・レッドソックスとデトロイト・タイガースが7回であり、この年のリーグ優勝で歴代最多優勝回数に並んだことになる。1876年のナショナルリーグ最初の年にリーグ優勝したシカゴ・カブスはおよそ70年かけて1945年に16度目のリーグ優勝をしたが、ニューヨーク・ヤンキースは1921年からおよそ30年足らずで16度目のリーグ優勝を飾り、そして翌年には連続優勝で優勝回数トップとなり、しかもこの1949年から1964年までの16年間で途中わずか2年だけ優勝を逃しただけで14年間はずっとヤンキースのリーグ優勝であり、まさに球界の盟主と謳われる球団となった。
前年秋のヤンキース監督の就任を発表した際には「ステンゲルって、誰？」と揶揄される始末であったが、わずか1年後には故障者リストに延べ73人も出しながら、古参選手、右も左も分からない新人、峠を超えたベテラン、職人気質の選手などを巧みに使いこなしてヤンキースを優勝させたその手腕に高い評価が集まってきた。ヴィック・ラスキ(21勝）、アーリー・レイノルズ(17勝）、エド・ロパット(15勝）、ジョー・ページ(13勝及び救援投手として27セーブ）の投手陣、ジョー・ディマジオ、ハンク・バウアー(後のオリオールズ監督）、ジーン・ウッドリング、の外野陣、トミー・ヘンリック一塁手、ジェリー・コールマン二塁手、ボビー・ブラウン三塁手、フィル・リズート遊撃手の内野陣。これにジャイアンツから移ってきた往年の本塁打王ジョニー・マイズ、そして捕手はヨギ・ベラ。これらのメンバーを駆使してケーシー・ステンゲル監督はシーズン中の154試合に100通り近い先発オーダーを組み、打線の組み換えも頻繁であった。誰もが不動のオーダーと思っていた3番ヘンリック、4番ディマジオ、5番ベラのクリーンアップもわずか17試合しか組まなかった。投手分業制を編み出して、ジョー・ページを抑えの切り札としてレイノルズとロバット、ラスキの先発組を援護し、終盤にディマジオが戦列に復帰すると76試合で打率.346・打点67・本塁打14本を打って、レッドソックスを逆転した。この5連覇の時代のヤンキースは野手でヨギ・ベラ捕手とフィル・リズート遊撃手、投手ではラスキ、レイノルズ、ロバットが中心であった。リズートは1950年打率.327でリーグMVPとなり、守備面での活躍は大きく、ベラは1951年にリーグMVPとなり守りの要としてチームを引っ張ていた。右のラスキ(ヤンキースで通算120勝でシリーズ5勝）、レイノルズ(ヤンキースで通算131勝でシリーズ7勝）、左のロパット(ヤンキースで通算113勝でシリーズ4勝）が先発陣で文字通り5連覇の立役者であった。だがレフティ・ゴメスのような速球で勝負する大型投手、ルースやゲーリッグのような本塁打でファンを沸かせる大型打者が不在で、やがて投のホワイティ・フォード、打のミッキー・マントルとロジャー・マリスといった大型のスケールの大きいチームになる前の堅実な試合運びをするチーム編成であった。それだけにステンゲル監督の用兵や采配が重要で誰もが注目する時代であった。

### ディマジオの後継者探し
この頃のヤンキースにとって不安材料はジョー・ディマジオであった。1936年にメジャーデビューした年は、ベーブ・ルースが去ったがルー・ゲーリッグは健在で、この年から4連覇したことで第2期黄金時代と言われた。1941年には56試合連続安打を記録して常に注目されるスター選手であった。彼はルースからゲーリッグに繋がれ、そして受け継いだヤンキースの主砲であり、華麗な守備と力強い走塁で攻守走の全てにわたってチームリーダーであった。そのディマジオが選手として最も充実して絶頂期を迎えるはずだった時期に第二次大戦で兵役に就き戦後復帰してからは、かつてのような打棒も強肩も示すことが少なくなり、もはや全盛期のような力を取り戻せない、と考えたゼネラルマネージャーのジョージ・ワイスはその後継者探しに取り組んだ。それは終戦直後からヤンキースの課題であると彼は認識していた。ちょうどドジャースのブランチ・リッキーのもとでジャッキー・ロビンソンの入団に功績のあったスカウトのトム・グリーンウェイドをヤンキースに迎え入れ、その他のスカウト網も駆使して全米でポスト・ディマジオを探し求めていた。
1949年の春に、オクラハマ州コマースのセミプロ球団に在籍する高校生で凄い奴がいる、との情報を聞きつけたトム・グリーンウェイドは早速訪ねてみると、その日の昼に高校の卒業式があってその夜にナイトゲームがあり、その試合に足を運ぶとその高校生は火の出るような当たりを連発しグリーンウェイドを驚かせた。すぐに契約金1,100ドル、マイナーリーグ参加報酬400ドルでこの若者と入団契約を結んだ。後に年俸10万ドルの選手となり、1950年代から60年代にかけてヤンキースのスーパースターとして活躍し、やがて満身創痍の傷だらけの身体となりながらプレーして彼の選手としての凋落がヤンキース球団の凋落にもなったが、しかしデビュー時の輝くような存在感をファンは忘れなかった。この若者がミッキー・マントルである。

### メキシコリーグ騒動の顛末
1946年に18名のメジャーリーグの選手が強引な勧誘でメキシコリーグに移ったが、1948年とこの年1949年に40万ドルの大欠損を出してリーグを支配していたメキシコの大富豪ホーヘイ・パスケルらのパスケル兄弟が抜けたため、メキシコに移った選手がメジャーリーグに戻ろうとする動きが出てきた。既に1946年から1950年まで5年間出場停止処分がコミッショナーのチャンドラーから下されているため球団から拒否された。このことでダニー・ガーデラーら選手4名が訴訟を起こし「野球機構の保留条項は独占禁止法に違反する」として訴えたが、これに対し連邦地裁は1922年の最高裁判例をもとに根拠なしとして却下された。そこでガーデラーらは連邦控訴審に上訴して、控訴審では審理やり直しの判決が出たため裁判はやり直すことになった。そしてこの時にいつのまにか「保留条項」の表現が球団側の権利ではなく、選手との契約の中にあらかじめ選手が同意する旨の内容に書き変えられてあったため(1947年に改訂されていた）、「保留条項」での争いを諦めて「5年間の資格停止処分」は違法である旨の訴えを行った。しかし結果は同じで敗訴となったが、チャンドラーは改めて特例として3年前に出した出場停止処分を解くことで政治的な決着を付けて、結局メキシコリーグに移った選手は再びメジャーリーグでプレーすることができるようになった。この騒動の過程で裁判の場に持ち込まれて以前から問題視されていた、いわゆる「保留条項」の問題が再び注目されてきて、しかも審理やり直しになったことはこの問題の根深さを物語っている。

### その他
- ヤンキースのジョー・ディマジオがベーブ・ルース以来と言われる年俸10万ドル選手になった。
- 12月21日 - 野球規則の文面改訂が行われた。曖昧な表現が取り除かれ、規則全体が大きく10のカテゴリに分類された。

## 最終成績

### レギュラーシーズン
| 順 | チーム                           | 勝利 | 敗戦 | 勝率 | G差  |
| -- | -------------------------------- | ---- | ---- | ---- | ---- |
| 1  | ニューヨーク・ヤンキース         | 97   | 57   | .630 | --   |
| 2  | ボストン・レッドソックス         | 96   | 58   | .623 | 1.0  |
| 3  | クリーブランド・インディアンス   | 89   | 65   | .578 | 8.0  |
| 4  | デトロイト・タイガース           | 87   | 67   | .565 | 10.0 |
| 5  | フィラデルフィア・アスレチックス | 81   | 73   | .526 | 16.0 |
| 6  | シカゴ・ホワイトソックス         | 63   | 91   | .409 | 34.0 |
| 7  | セントルイス・ブラウンズ         | 53   | 101  | .344 | 44.0 |
| 8  | ワシントン・セネタース           | 50   | 104  | .325 | 47.0 |

| 順 | チーム                       | 勝利 | 敗戦 | 勝率 | G差  |
| -- | ---------------------------- | ---- | ---- | ---- | ---- |
| 1  | ブルックリン・ドジャース     | 97   | 57   | .630 | --   |
| 2  | セントルイス・カージナルス   | 96   | 58   | .623 | 1.0  |
| 3  | フィラデルフィア・フィリーズ | 81   | 73   | .526 | 16.0 |
| 4  | ボストン・ブレーブス         | 75   | 79   | .487 | 22.0 |
| 5  | ニューヨーク・ジャイアンツ   | 73   | 81   | .474 | 24.0 |
| 6  | ピッツバーグ・パイレーツ     | 71   | 83   | .461 | 26.0 |
| 7  | シンシナティ・レッズ         | 62   | 92   | .403 | 35.0 |
| 8  | シカゴ・カブス               | 61   | 93   | .396 | 36.0 |

### オールスターゲーム
- アメリカンリーグ 11 - 7 ナショナルリーグ

### ワールドシリーズ
- ヤンキース 4 - 1 ドジャース

| 10/5 – | ドジャース | 0  | - | 1 |  | ヤンキース |
| 10/6 – | ドジャース | 1  | - | 0 |  | ヤンキース |
| 10/7 – | ヤンキース | 4  | - | 3 |  | ドジャース |
| 10/8 – | ヤンキース | 6  | - | 4 |  | ドジャース |
| 10/9 – | ヤンキース | 10 | - | 6 |  | ドジャース |

## 個人タイトル

### アメリカンリーグ
| 項目   | 選手                         | 記録 |
| ------ | ---------------------------- | ---- |
| 打率   | ジョージ・ケル (DET)         | .343 |
| 本塁打 | テッド・ウィリアムズ (BOS)   | 43   |
| 打点   | バーン・スティーブンス (BOS) | 159  |
| 打点   | テッド・ウィリアムズ (BOS)   | 159  |
| 得点   | テッド・ウィリアムズ (BOS)   | 150  |
| 安打   | デール・ミッチェル (CLE)     | 203  |
| 盗塁   | ボブ・ディリンジャー (SLA)   | 20   |

| 項目   | 選手                       | 記録 |
| ------ | -------------------------- | ---- |
| 勝利   | メル・パーネル (BOS)       | 25   |
| 敗戦   | ポール・カルバート (WS1)   | 17   |
| 敗戦   | ネッド・ガーバー (SLA)     | 17   |
| 敗戦   | シド・ハドソン (WS1)       | 17   |
| 防御率 | マイク・ガルシア (CLE)     | 2.36 |
| 奪三振 | バージル・トラックス (DET) | 153  |
| 投球回 | メル・パーネル (BOS)       | 295⅓ |
| セーブ | ジョー・ペイジ (NYY)       | 27   |

### ナショナルリーグ
| 項目   | 選手                         | 記録 |
| ------ | ---------------------------- | ---- |
| 打率   | ジャッキー・ロビンソン (BRO) | .342 |
| 本塁打 | ラルフ・カイナー (PIT)       | 54   |
| 打点   | ラルフ・カイナー (PIT)       | 127  |
| 得点   | ピー・ウィー・リース (BRO)   | 132  |
| 安打   | スタン・ミュージアル (STL)   | 207  |
| 盗塁   | ジャッキー・ロビンソン (BRO) | 37   |

| 項目   | 選手                       | 記録 |
| ------ | -------------------------- | ---- |
| 勝利   | ウォーレン・スパーン (BSN) | 21   |
| 敗戦   | ハウィー・フォックス (CIN) | 19   |
| 防御率 | デーブ・コスロ (NYG)       | 2.50 |
| 奪三振 | ウォーレン・スパーン (BSN) | 151  |
| 投球回 | ウォーレン・スパーン (BSN) | 302⅓ |
| セーブ | テッド・ウィルクス (STL)   | 9    |

## 表彰

### 全米野球記者協会（BBWAA）表彰
シーズンMVP
- アメリカンリーグ ： テッド・ウィリアムズ （BOS）
- ナショナルリーグ ： ジャッキー・ロビンソン （BRO）

最優秀新人賞
- アメリカンリーグ ： ロイ・シーバース （SLA）
- ナショナルリーグ ： ドン・ニューカム （BRO）

### その他表彰
ベーブ・ルース賞
- ジョー・ペイジ (NYY)

### アメリカ野球殿堂入り表彰者
BBWAA投票
- チャーリー・ゲーリンジャー

ベテランズ委員会選出
- モーデカイ・ブラウン
- キッド・ニコルズ